# 1967 год в музыке
1967 год стал важным годом для развития психоделического рока, и рок-музыки в целом. В этом году были выпущены многие альбомы, впоследствии вошедшие в список журнала Rolling Stone «500 величайших альбомов всех времён». Летом этого года в Сан-Франциско собрались около ста тысяч хиппи на своего рода праздник любви и свободы, создав тем самым уникальный феномен культурного, социального и политического бунта. Это событие было названо «летом любви». 

Центральное место среди событий 1967 года занял фестиваль в Монтерее проходивший с 16 по 18 июня. Фестиваль проходил в Калифорнии, в самый разгар лета любви, на нём, по словам Севы Новгородцева, широкая публика открыла для себя Джими Хендрикса и Дженис Джоплин.

## События
- 15 января — группа The Rolling Stones появляется на шоу Эда Саливана.
- 24 февраля — «The Bee Gees» подписали менеджерский контракт с Робертом Стигвудом.
- 25 марта — группа The Who впервые выступают на собственном концерте в США, в Нью Йорке.
- 11 марта — промовидео к синглу «Penny Lane» / «Strawberry Fields Forever» группы The Beatles впервые показывают на телепередаче «American Bandstand» в США.
- 1 мая — Элвис Пресли женится на Присцилле Вагнер.
- 12 мая — Pink Floyd впервые выступает с квадрофоническим звуком на концерте в холле Королевы Элизабетты.
- С 16 по 18 июня — проходит музыкальный фестиваль в Монтерее ставший одним из самых значимых в истории рок-музыки.
- 7 сентября — В Хельсинки открыт памятник Яну Сибелиусу.
- 9 ноября — Был выпущен первый выпуск журнала «Rolling Stone».
- 26 декабря — на канале BBC1 впервые показывают музыкальный фильм группы The Beatles «Волшебное таинственное путешествие», в котором использовались песни из одноимённого альбома.

## Новые музыкальные коллективы
- Образована рок-группа Procol Harum
- Образована рок-группа The Nice
- Начинается музыкальная карьера Игги Попа
- Эдгар Фрезе образовывает группу Tangerine Dream
- Образована рок-группа Genesis
- Образована группа The Band
- Образована рок-группа The Stooges
- Образована рок-группа Blue Öyster Cult
- Образована рок-группа Creedence Clearwater Revival (сокращённо CCR, иногда — Creedence)
- Образована рок-группа The First Edition, также известная под названием Kenny Rogers and the First Edition
- Образована рок-группа Chicago
- Образована рок-группа T. Rex (Tyrannosaurus Rex)
- Образована рок-группа Fleetwood Mac
- Образована рок-группа Shocking Blue
- Образована вокальная группа Бимбо

## Выпущенные альбомы
См. также категорию музыкальных альбомов 1967 года
| Дата выпуска                                | Альбом                                 | Исполнитель                                    |
| ------------------------------------------- | -------------------------------------- | ---------------------------------------------- |
| 4 января                                    | The Doors                              | The Doors                                      |
| 9 января                                    | More of The Monkees                    | The Monkees                                    |
| 20 января                                   | Between the Buttons                    | Rolling Stones                                 |
| 6 февраля                                   | Younger Than Yesterday                 | The Byrds                                      |
| 20 февраля                                  | How Great Thou Art                     | Элвис Пресли                                   |
| февраль                                     | Surrealistic Pillow                    | Jefferson Airplane                             |
| 10 марта                                    | I Never Loved a Man the Way I Love You | Арета Франклин                                 |
| 12 марта                                    | The Velvet Underground and Nico        | The Velvet Underground при участии певицы Нико |
| 17 марта                                    | The Grateful Dead                      | The Grateful Dead                              |
| март                                        | Mellow Yellow                          | Донован                                        |
| 18 апреля                                   | Emotions                               | The Pretty Things                              |
| 12 мая                                      | Are You Experienced                    | The Jimi Hendrix Experience                    |
| 22 мая                                      | Headquarters                           | The Monkees                                    |
| 25 мая                                      | Absolutely Free                        | The Mothers of Invention                       |
| 1 июня                                      | Sgt. Pepper's Lonely Hearts Club Band  | The Beatles                                    |
| 1 июня                                      | David Bowie                            | Дэвид Боуи                                     |
| 10 июля                                     | Live in Europe                         | Отис Реддинг                                   |
| 24 июля                                     | Little Games                           | The Yardbirds                                  |
| 5 августа                                   | The Piper at the Gates of Dawn         | Pink Floyd                                     |
| 7 августа                                   | The Byrds' Greatest Hits               | The Byrds                                      |
| август                                      | Big Brother and the Holding Company    | Big Brother & the Holding Company              |
| август                                      | Branded Man                            | Мерл Хаггард                                   |
| 15 сентября                                 | Something Else (by The Kinks)          | The Kinks                                      |
| 18 сентября                                 | Smiley Smile                           | The Beach Boys                                 |
| 10 октября                                  | Clambake                               | Элвис Пресли                                   |
| октябрь                                     | The Story of Simon Simopath            | Nirvana                                        |
| октябрь                                     | Strange Days                           | The Doors                                      |
| 2 ноября                                    | Disraeli Gears                         | Cream                                          |
| 11 ноября                                   | Days of Future Passed                  | The Moody Blues                                |
| 27 ноября (США), 8 декабря (Великобритания) | Magical Mystery Tour                   | The Beatles                                    |
| ноябрь                                      | Forever Changes                        | Love                                           |
| ноябрь                                      | Buffalo Springfield Again              | Buffalo Springfield                            |
| 1 декабря                                   | Axis: Bold as Love                     | The Jimi Hendrix Experience                    |
| 8 декабря                                   | Mr. Fantasy                            | Traffic                                        |
| 8 декабря                                   | Their Satanic Majesties Request        | Rolling Stones                                 |
| 11 декабря                                  | Wild Honey                             | The Beach Boys                                 |
| 15 декабря                                  | The Who Sell Out                       | The Who                                        |
| 27 декабря                                  | John Wesley Harding                    | Боб Дилан                                      |
| 27 декабря                                  | Songs of Leonard Cohen                 | Ленард Коэн                                    |

## Лучшие песни года
- «Somebody to Love» (Jefferson Airplane)
- «White Rabbit» (Jefferson Airplane)
- «Respect» (Арета Франклин)
- «Purple Haze» (Джимми Хендрикс)
- «A Day in the Life» (The Beatles)
- «Light My Fire» (The Doors)
- «A Whiter Shade of Pale» (Procol Harum)
- «For What It’s Worth» (Buffalo Springfield)
- «Strawberry Fields Forever» (The Beatles)
- «Brown Eyed Girl» (Ван Моррисон)
- «I’m Waiting for the Man» (The Velvet Underground)
- «Chain of Fools» (Арета Франклин)

## Продажи
- Самый продаваемый сингл в Великобритании — «Release Me» (Энгельберт Хампердинк)
- Самый продаваемый альбом в Великобритании — «Sgt. Pepper’s Lonely Hearts Club Band» (The Beatles)
- Самый продаваемый сингл в США (Billboard Hot 100) — «To Sir, with Love» (Лулу)
- Самый продаваемый альбом в США (Billboard Top 200) — «More of the Monkees» (The Monkees)

## Награды
- «Грэмми» за альбом года — The Beatles за «Sgt. Pepper’s Lonely Hearts Club Band»
- «Грэмми» за запись года — 5th Dimension за «Up Up and Away»
- «Грэмми» за песню года — «Up Up and Away»

### Зал славы кантри
- Джим Ривз[2]
- Ред Фоли[3]
- Джозеф Фрэнк[англ.][4]
- Стивен Шоулз[англ.][5]

## Родились

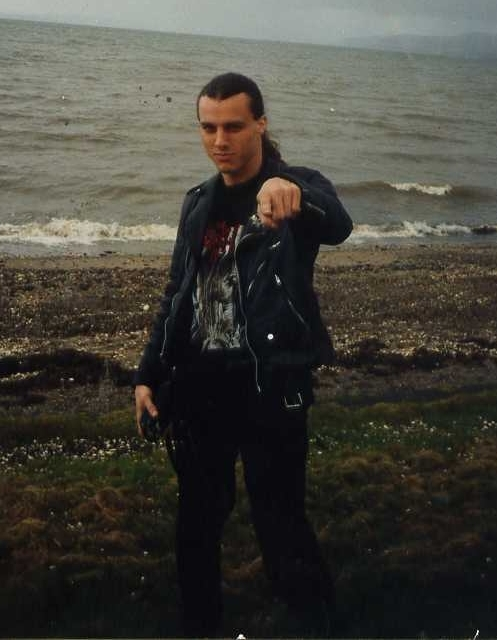
Чак Шульдинер

- 4 января — Дэвид Берман (ум. 2019) — американский певец, музыкант и автор песен, основатель и лидер группы Silver Jews
- 9 января
  - Дэйв Мэтьюс — южноафриканский и американский певец и музыкант, основатель, вокалист и гитарист группы Dave Matthews Band
  - Стивен Харвелл (ум. 2023) — американский певец и музыкант, вокалист группы Smash Mouth
- 26 января — Михаил Владимиров (ум. 2022) — советский и российский рок-музыкант и автор песен, гитарист групп «Мифы» и «Чиж & Co»
- 30 января — Джей Гордон — американский певец и продюсер, вокалист группы Orgy
- 31 января — Джейсон Купер — британский музыкант, барабанщик группы The Cure
- 10 февраля — Роберт Лещинский[пол.] (ум. 2015) — польский журналист, музыкальный критик, гитарист и диджей
- 20 февраля — Курт Кобейн (ум. 1994) — американский певец, музыкант и автор песен, вокалист и гитарист группы Nirvana
- 23 февраля — Крис Вренна — американский музыкант, барабанщик группы Nine Inch Nails, клавишник и барабанщик группы Marilyn Manson
- 9 марта — Михаил Хлебородов (ум. 2023) — советский и российский кинорежиссёр, сценарист, продюсер и клипмейкер
- 9 апреля — Сергей Калугин — российский певец, музыкант и автор песен, вокалист и гитарист группы «Оргия Праведников»
- 30 апреля — Филипп Киркоров — советский и российский эстрадный певец, актёр, телеведущий и продюсер
- 12 мая — Владимир Захаров — советский и российский певец, композитор, аранжировщик и музыкальный продюсер, вокалист и гитарист группы «Рок-Острова»
- 13 мая
  - Мелани Торнтон (ум. 2001) — американская и немецкая певица, вокалистка группы La Bouche
  - Чак Шульдинер (ум. 2001) — американский рок-музыкант и автор песен, основатель, гитарист и вокалист группы Death
- 15 мая — Андреа Юргенс (ум. 2017) — немецкая певица
- 16 мая — Джон Шнепп (ум. 2018) — американский режиссёр, продюсер и сценарист, режиссёр видеоклипов
- 23 мая — Филип Селуэй — британский музыкант, барабанщик группы Radiohead
- 13 июня — Александр Пономаренко (ум. 2022) — российский пародист и гитарист
- 24 июня — Рихард Круспе — немецкий музыкант, основатель и гитарист группы Rammstein
- 7 июля — Наталья Терехова — российская гитаристка
- 8 июля — Габриэль Воробьёв (ум. 2015) — российский актёр, музыкант и диджей
- 21 августа — Серж Танкян — американский певец, музыкант и автор песен, вокалист группы System of a Down
- 22 августа — Лейн Стейли (ум. 2002) — американский певец и музыкант, вокалист группы Alice in Chains
- 7 октября — Тони Брэкстон — американская певица
- 27 октября — Скотт Уайланд (ум. 2015) — американский певец и музыкант, вокалист групп Stone Temple Pilots и Velvet Revolver
- 31 октября — Адам Шлезингер (ум. 2020) — американский певец, музыкант и автор песен, основатель, клавишник и басист группы Fountains of Wayne
- 11 декабря — DJ Yella — американский диджей, рэпер и продюсер, участник группы N.W.A
- 28 декабря — Фёдор Чистяков — советский и российский певец, музыкант и автор песен, основатель, вокалист и баянист группы «Ноль»

## Скончались

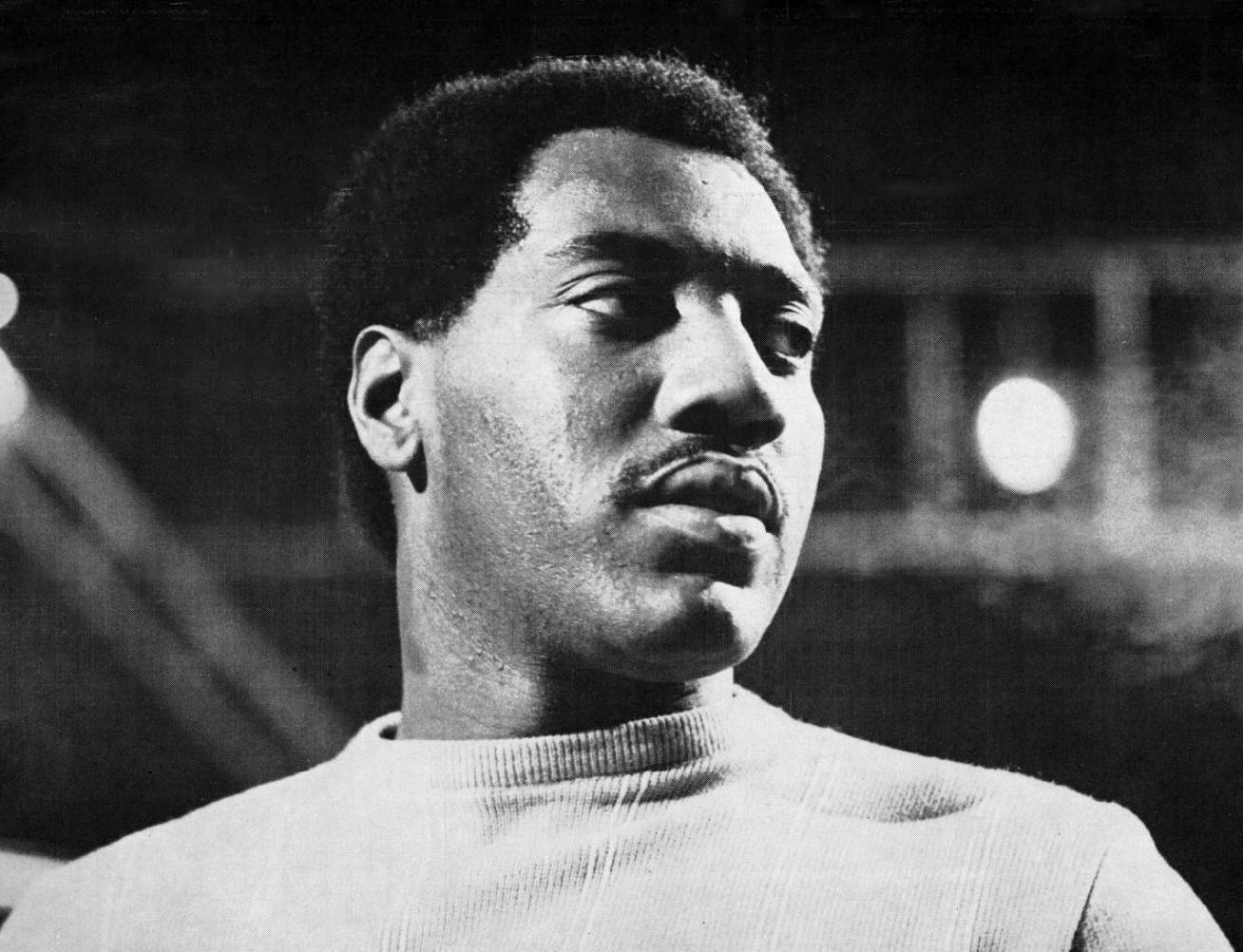
Отис Реддинг

- 25 января — Этторе Бастианини (44) — итальянский оперный певец (баритон)
- 1 марта — Дэйв Дрейер[англ.] (72) — американский композитор и пианист
- 24 марта — Марк Лаври (63) — израильский композитор и дирижёр
- 27 марта — Юозас Банайтис (59) — советский литовский музыкальный педагог и хормейстер
- 1 апреля — Герман Феттер (75) — немецкий музыковед и педагог
- 21 апреля — Михаил Тодоров (76) — болгарский композитор, дирижёр, музыкальный педагог и пианист
- 29 апреля — Дж. Б. Ленойр (38) — американский блюзовый певец, гитарист и автор песен
- 22 мая
  - Лайел Барбур (70) — американский пианист
  - Джеймс Брокман[англ.] (80) — американский автор песен
- 24 мая — Ада Бенефелде (83) — латвийская оперная певица (колоратурное сопрано)
- 11 июля — Карапет Авакян (58) — румынский скрипач и музыкальный педагог
- 25 июля — Томми Дункан[англ.] (56) — американский певец и автор песен, вокалист группы Bob Wills and His Texas Playboys
- 2 августа — Адолфс Абеле (78) — латвийский и американский композитор и хоровой дирижёр
- 27 августа — Брайан Эпстайн (32) — британский антрепренёр, менеджер группы The Beatles
- 3 октября
  - Вуди Гатри (55) — американский певец, музыкант и автор песен
  - Малкольм Сарджент (72) — британский дирижёр, органист и педагог
- 12 ноября — Исидор Аркин (63) — советский дирижёр, композитор и музыкальный педагог
- 10 декабря — Отис Реддинг (26) — американский певец и автор песен
- 13 декабря — Валерия Барсова (75) — русская и советская оперная певица (лирико-колоратурное сопрано) и музыкальный педагог
- 30 декабря — Берт Бернс[англ.] (38) — американский автор песен и продюсер